# Catharylla chelicerata
Espèce
Catharylla chelicerata est une espèce de papillons de nuit de la famille des Crambidae.

## Répartition et habitat
L'espèce vit en Amérique du Sud. Elle est décrite de Guyane, près de Sinnamary, mais a également été trouvée dans l'Amazonas au Brésil.

## Systématique
L'espèce est décrite en 2014 par les lépidoptéristes Théo Léger (d) et Bernard Landry.

## Publication originale
- (en) Théo Léger, Bernard Landry, Matthias Nuss et Richard Mally, « Systematics of the Neotropical genus Catharylla Zeller (Lepidoptera, Pyralidae s. l., Crambinae) », ZooKeys, Sofia, Pensoft Publishers (d), vol. 375, no 375,‎ 30 janvier 2014, p. 15-73 (ISSN 1313-2989 et 1313-2970, OCLC 248547717, PMID 24526844, PMCID 3921562, DOI 10.3897/ZOOKEYS.375.6222).